# 聂舜英
聂舜英（？—1233年），字舜英，金朝女性人物，尚书左右司员外郎聂天骥之长女。
二十三岁时，嫁给进士张伯豪。张伯豪去世后，她回到父母家。金哀宗迁归德府，聂天骥留在汴京。崔立劫杀宰相，聂天骥受了重伤，日夜悲泣，恨不得马上去死。聂舜英寻医救疗百方，至割下其大腿上的肉混杂在其他肉食里给他吃，聂天骥最后还是死了。当时京城围久粮尽，闾巷之间有嫁妻来换一饱之人，崔立之变，剽夺暴凌，丧失人伦。聂舜英读书知理，自以年纪尚轻，丈夫既亡，父亲又死于非命，与其为贼兵所污，不如跟随父亲于地下。葬其父的第二天，自缢而死。一时士女以她为贤，有人为她哭泣。其家以聂舜英合葬张伯豪之墓。